# Autostrada A12 (Portugalia)
Autostrada A12 (port. Autoestrada A12, Autoestrada do Sul do Tejo) – autostrada w środkowej Portugalii, na północ i północny wschód od Lizbony. Przejazd autostradą jest płatny. Koncesjonariuszem zarządzającym autostradą jest Brisa i Lusoponte.
Autostrada A12 biegnie od miejscowości Sacavém (północne przedmieścia Lizbony) i kończy się w Setúbal. Najważniejszym obiektem inżynieryjnym autostrady jest most Vasco da Gamy, który jest najdłuższym mostem w Europie. Autostrada A12 stanowi północno-wschodnią obwodnicę Lizbony.

## Historia budowy
| Odcinek             | otwarcie          | km   |
| ------------------- | ----------------- | ---- |
| Setúbal -           | (1979)            | 5,2  |
| - Alcochete         | (04/1998)         | 19,1 |
| Alcochete - Sacavém | Em serviço (1998) | 17   |